# چارلتون، لندن
latitudeچارلتون، لندنlongitudeچارلتون، لندن
چارلتون، لندن (به انگلیسی: Charlton) یک ناحیه در لندن است که در منطقه سلطنتی گرینویچ واقع شده‌است.
این منطقه به دلیل قرار گرفتن باشگاه فوتبال چارلتون اتلتیک در آن شناخته میشود.

## خصوصیات
چارلتون ۱۴٬۳۸۵ نفر جمعیت دارد.